# Ulf Timmermann
Ulf Timmermann, nemški atlet, * 1. november 1962, Vzhodni Berlin, Vzhodna Nemčija.
Timmermann je nastopil na poletnih olimpijskih igrah v letih 1988 v Seulu za Vzhodno Nemčijo in 1992 v Barceloni za Nemčijo. Na igrah leta 1988 je osvojil naslov olimpijskega prvaka v suvanju krogle, leta 1992 pa je osvojil peto mesto. Na svetovnih prvenstvih je osvojil naslov podprvaka leta 1983, na evropskih prvenstvih naslov prvaka leta 1990 in naslov podprvaka leta 1986, na svetovnih dvoranskih prvenstvih pa naslova prvaka v letih 1987 in 1989. Dvakrat je postavil nov svetovni rekord v suvanju krogle, prvič 22. septembra 1985 s 22,62 m, rekord je veljal do avgusta sledečega leta, ko ga je za 2 cm izboljšal Udo Beyer. Drugič pa 22. maja 1988 s 23,06 m, rekord je veljal do maja 1990, ko je ga je za 6 cm izboljšal Randy Barnes in postavil aktualni rekord.